# Matilde Moisant
Matilde Moisant est une aviatrice américaine née en 1878 et morte en 1964, sœur de l'aviateur John Moisant. Elle est la deuxième femme américaine à obtenir une licence de pilote après Harriet Quimby.

## Biographie
Matilde Moisant est née en 1878 à Earl Park dans l'Indiana.
Elle obtient sa licence de pilote le 13 août 1911 et devient ainsi la deuxième femme aux États-Unis à détenir une licence de pilote, deux semaines seulement après Harriet Quimby,.
Elle meurt le 5 février 1964 à Glendale en Californie et est enterrée au Valhalla Memorial Park Cemetery de Los Angeles.